# Martur, Chitapur
Martur là một làng thuộc tehsil Chitapur, huyện Gulbarga, bang Karnataka, Ấn Độ.